# ФК „Искър 1923“ (Роман)
ФК „Искър 1923“ е футболен отбор от град Роман, България.
Приемник е на ФК „Искър“, основан през 1923 г. Състезава се в „А“ ОФГ – група – Враца. Официално ФК „Искър 1923“ е регистриран през септември 2004 г. Председател на клуба е Валери Живков. Отборът играе на градския стадион, с капацитет 2500 места. Основния екип е син, а резервния зелен. Старши треньор е Цветан Цветанов - Кебапа.
Най-добро постижение на клуба е четвъртфинал за Купата на Съветската армия през сезон 1987/1988 г.

## Ръководство
- Председател на УС: Валери Живков
- Секретар на УС: Иван Нинов
- Членове на УС: Цветомир Димитров
- Теодор Лазаров
- Ивайло Светлозаров

## Състав
Вратари:
- Милен Иванов
- Йосиф Николов
- Венци Кръстев

Защитници:
- Петър Бочев
- Дилян Антов
- Симеон Гачовски
- Емил Живков
- Николай Иванов
- Теодор Петков
- Димитър Митков
- Александър Миков

Халфове:
- Николай Методиев
- Борис Тончев
- Цветан Цветанов - кебапа
- Лазар Иванов
- Георги Петков - фокера
- Виктор Стоянов

Нападатели:
- Теодор Лазаров (C)
- Цветан Лазаров - елвиса
- Кристиян Узунски
- Огнян Табаков
- Хрисимир Николов

## Изявени футболисти
- Тодор Гарев – ФК „Ботев“ Враца
- Витомир Вутов – ФК „Литекс“ Ловеч
- Бойко Краев – ФК „Ботев“ Враца